# Placówka Straży Granicznej I linii „Zimna”
Placówka Straży Granicznej I linii „Zimna” – jednostka organizacyjna Straży Granicznej pełniąca służbę ochronną na granicy polsko-niemieckiej w okresie międzywojennym.

## Formowanie i zmiany organizacyjne
Na wniosek Ministerstwa Skarbu, uchwałą z 10 marca 1920 roku, powołano do życia Straż Celną. Od połowy 1921 roku jednostki Straży Celnej rozpoczęły przejmowanie odcinków granicy od pododdziałów Batalionów Celnych. Proces tworzenia Straży Celnej trwał do końca 1922 roku. Placówka Straży Celnej „Zimna” weszła w podporządkowanie komisariatu Straży Celnej „Leman” z Inspektoratu SC „Chorzele”.
Rozporządzeniem Prezydenta Rzeczypospolitej Polskiej Ignacego Mościckiego z 22 marca 1928 roku, do ochrony północnej, zachodniej i południowej granicy państwa, a w szczególności do ich ochrony celnej, powoływano z dniem 2 kwietnia 1928 roku Straż Graniczną.
Rozkazem nr 1 z 12 marca 1928 roku w sprawach organizacji Mazowieckiego Inspektoratu Okręgowego Naczelny Inspektor Straży Celnej gen. bryg. Stefan Pasławski określił strukturę organizacyjną komisariatu SG „Kolno”. Placówka Straży Granicznej I linii „Zimna” znalazła się w jego strukturze.
Rozkazem nr 9 z 18 października 1929 roku w sprawie reorganizacji Mazowieckiego Inspektoratu Okręgowego komendant Straży Granicznej płk Jan Jur-Gorzechowski powołał komisariat Straży Granicznej „Leman”. Placówka weszła w jego skład.
Rozkazem nr 2 z 30 listopada 1937 roku w sprawach [...] przeniesienia siedzib i likwidacji jednostek, komendant Straży Granicznej płk Jan Gorzechowski przeniósł siedzibę komisariatu do Pudełka. Placówka pozostała w jego składzie.

## Służba graniczna
W 1928 roku placówka ochraniała odcinek granicy państwowej długości około 6,5 kilometra. 
Jej prawa granica rozpoczynała się od słupa granicznego nr 102, dalej m. Łacha, m. Czaki (wył.) do m. Nowa Ruda.
Lewa granica do słupa granicznego nr 94, dalej m. Ksedki, do m. Wenecja (wył.).
Po reorganizacji placówka ochraniała odcinek granicy państwowej długości około 5 kilometra.
Sąsiednie placówki
- placówka Straży Granicznej I linii „Olszanka” ⇔ placówka Straży Granicznej I linii „Pudełko” − 1928
- placówka Straży Granicznej I linii „Łacha” ⇔ placówka Straży Granicznej I linii „Pudełko” − październik 1929[7]

## Kierownicy/dowódcy placówki
| stopień            | imię i nazwisko     | okres pełnienia służby | kolejne stanowisko      |
| ------------------ | ------------------- | ---------------------- | ----------------------- |
| starszy przodownik | Jan Wejgel          | IX 1928 –              |                         |
| przodownik         | Tadeusz Zagórski    |                        |                         |
| przodownik         | Józef Woźniak       | ∼ 1930 – 21 IV 1939    | dowódca placówki Turośl |
| strażnik           | Stefan Marcinkowski | 21 IV 1939 –           |                         |